# یولیا کاتارینا ایسبروکر
یولیا کاتارینا ایسبروکر [isbrüker]، که نام کاملش یولیا کاتارینا ایسبروکر-دیرکسِن ISBRÜCKER-DIRKSEN، و زمان تولد اسمش یولیا کاتارینا دیرکسن و پس از جنگ جهانی دوم نامش یولیا ایسبروکر (بدون نقطه‌های بالای حرف U) (متولد ۲۲ سپتامبر ۱۸۸۷ در روتردام، درگذشته در ۱۴ ژانویهٔ ۱۹۷۱) بود، یک اسپرانتیست هلندی، عضو افتخاری انجمن جهانی اسپرانتو (UEA)، یکی از اعضای کمیته مرکزی بین‌المللی و کمیته ی امتحان، رئیس باشگاه اسپرانتو در لاهه، همسر معاون رئیس UEA آقای JRG Isbrücker بود. پس از جنگ جهانی دوم، این زوج نام خود را بدون نقطه نوشتند (به صورت Isbrucker، ولی نحوهٔ تلفظ آن تغییری نکرد).

## فعالیت‌های اسپرانتو

### قبل از جنگ جهانی دوم
ایسبروکر از سال ۱۹۰۹ زبان اسپرانتو را فراگرفت و یک اسپرانتیست شد. به زودی با برادرش یک کتاب آموزشی خوب برای اسپرانتو نوشت. برای پیشرفت بیشتر جنبش، ابتکار خارق العادهٔ او دعوت از یازدهمن کنگرهٔ جهانی اسپرانتو در سال ۱۹۲۰ به لاهه بود، یعنی زمانی که پس از جنگ جهانی اول، یافتن یک شهر مناسب برای میزبانی یک کنگره جهانی بسیار مشکل بود.

او کنفرانس بین‌المللی مذاهب را در لاهه در سال ۱۹۲۸ سازماندهی کرد و همراه با آندره چِه Cseh مؤسسه ی بین‌المللی چه را در سال ۱۹۳۰ (که بعداً به مؤسسه بین‌المللی اسپرانتو تبدیل شد) تأسیس کرد. در چارچوب آن، او دوره‌های آموزشی بی شماری، سمینارها، مجموعه سخنرانی‌های عصرانه، مسافرت‌ها و غیره را سازماندهی کرد. در سال ۱۹۳۱، شهردار آرنهم (در هلند) یک خانهٔ بزرگ را بهمراه یک پارک، که در آن، این مؤسسه «خانه ی اسپرانتو» ی معروف را تأسیس کرد، در اختیار این مؤسسه قرار داد. به برکت استعداد سازمان دهی و نیروی کار خانم ایسبروکر، این مرکز تبدیل به یک مرکز اسپرانتوی بین‌المللی پر جنب و جوش شد که در آن به‌طور منظم برنامه‌های متنوعی مانند دوره‌های آموزشی، همایش‌ها، کنفرانس‌ها و غیره برگزار می‌شد که اغلب هم بین‌المللی بودند. 
در همین حال، خانم ایسبروکر عضو کمیته ی امتحان، عضو کمیته ی مرکزی بین‌المللی (ICK)، رئیس باشگاه اسپرانتوی در حال شکوفائیِ «بالاخره پیروز خواهد شد» (Fine Gxi Venkos) بود، دوره‌های آموزشی را برگزار می‌کرد و در محیط‌های غیراسپرانتوئی سخنرانی‌های گوناگونی در ارتباط با زبان اسپرانتو ایراد می‌نمود. در سال ۱۹۳۹ او دبیر «کمیته ی هلند برای کاربرد عملی اسپرانتو» شد که به تازگی تأسیس شده بود و اعضای آن ازجمله، شهردار لاهه و مدیران بانک‌ها، ادارهٔ گردشگری، ادارهٔ پست و تلگراف و تلفن، و شرکت‌های بزرگی مانند شرکت فیلیپس و شرکت هواپیمائی معروف هلند، ک. ال. ام. KLM بودند.

### پس از جنگ جهانی دوم
پس از جنگ، زمانی که این خانه ی اسپرانتو در آرنهم تخریب شد، یولیا وقت و انرژی خود را به پروژهٔ جدیدی اختصاص داد. همراه با آندره چِه Cseh «اتحادیه ی جهانی» (Universala Ligo) را، که یک سازمان فدراتیو جهانی بر اساس کتابی از کلارنس ک. استریت K. Streit بود، تأسیس کرد. زبان رسمی این اتحادیه اسپرانتو بود، اما غیراسپرانتیست‌ها نیز می‌توانستند به آن بپیوندند. از آن به بعد، او نماینده این اتحادیهٔ جهانی در همایش‌ها و کنفرانس‌های بین‌المللی جهان بود، و همیشه تأکید می‌کرد که یک فدراسیون فراملی نیاز به یک زبان فراملی و بی‌طرف دارد. وی از طریق استدلال‌های هوشمندانه و تاکتیکی خود نگرش مثبتی را نسبت به اسپرانتو در محیط هائی وسیع و رسانه هائی بزرگ ایجاد کرد.
در همین حال او بسیار می‌نوشت و ترجمه می‌کرد، بیشتر از همه، برای نشریهٔ لا پراکتیکو La Praktiko، که از زمان تأسیس آن در سال ۱۹۳۲ با آن هم کاری داشت و به عنوان اُرگان رسمی اتحادیه ی جهانی نیز شناخته شد. او همچنین آثاری را به اسپرانتو ترجمه کرد، از جمله اثر ریکو بولتوئیس Rico Bulthuis (پسر هندریک بولتوئیس، اسپرانتیست مشهور) تحت عنوان گذشته ی دیگر و اثر مارتین کوج Martin Kojc یعنی کتابِ درسی زندگی را. وی در ترجمهٔ «اکبر: رمانی شرقی» که نوشتهٔ نویسنده ای هلندی در سال ۱۸۷۲ بود، نیز همکاری داشت.

## آثار او
- - Raporto pri la Konstituanta Kunveno de la Popoloj (1951)
  - Vertaalde Esperanto-examenopgaven (1931)
  - Wereldvrede en Esperanto (En: Jubileumboek 1926-1931)
  - Esperanto-examenopgaven (1922)
  - Esperanto-examenopgaven voor diploma A en B met vertalingen (1934)
  - Vertaalde Esperanto-examenopgaven (1923)

## ترجمه‌های او
- - Bulthuis, Rico: La Alia Pasinteco (1952)
  - Chaudhuri, Bhabes Chandra: Nova Studo pri la Filozofioj de Rabindranath Tagorekaj Walt Whitman (1961)
  - Kojc, Martin: La lernolibro de la vivo
  - Limburg Brouwer, P. A. S. van: Akbar (Trad. J. C. kaj J. R. G. Isbrücker kaj J. Ziermans. , 1923)
  - Privat, Edmond: Tragiek en Triomf van Zamenhof, auteur van de wereldhulptaal Esperanto (1947)
  - Ramaker, Theo: Sankta Nikolao en Nederlando

## کتابشناسی او
- - 1971: Nekrologo de Marianne H. Vermaas en Esperanto, marto ۱۹۷1 (784).
  - 1935: N. i. [Andreo Cseh] Julia Isbrücker. En: Praktiko 1935/1 (37), p. 1 (kun foto). Repr. en Gacond, Claude (1983). Pri la Cseh-kursoj antaŭ 50 jaroj. En: KCE 151, aŭg. -nov.1983, p. 2-4.

## همچنین نگاه کنید به
مارتین کوج Martin Kojc